# Kichisaburō Nomura
Kichisaburō Nomura (野村 吉三郎 Nomura Kichisaburō?,  16 de diciembre de 1877 - 8 de mayo de 1964) fue un almirante de la Armada Imperial Japonesa, ministro y embajador japonés en Estados Unidos cuando tuvo lugar el ataque a Pearl Harbor el 7 de diciembre de 1941.

## Carrera militar y política

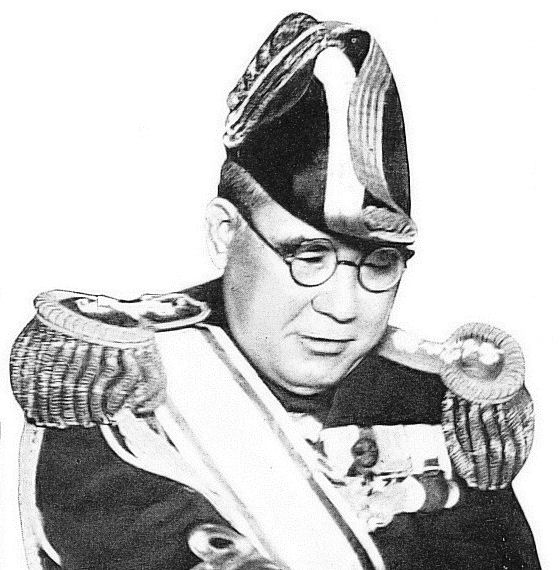
Nomura en su rol de almirante de la Armada Imperial japonesa (1932)

Como miembro del Estado Mayor de la Armada Imperial Japonesa, Nomura formó parte de la delegación que asistió a la Conferencia de Paz de París (1919) y de la que participó en la Conferencia Naval de Washington (1921-1922). En 1926 fue ascendido a vicealmirante y en 1933 a almirante. Se retiró del servicio activo en 1937, pero entre 1939 y 1940 fue ministro de Asuntos Exteriores en el gobierno presidido por Nobuyuki Abe. 

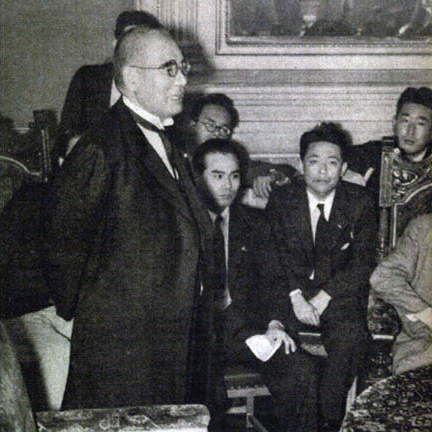
Nomura en un encuentro con la prensa tras haber sido nombrado ministro de asuntos exteriores (26 de septiembre de 1939).

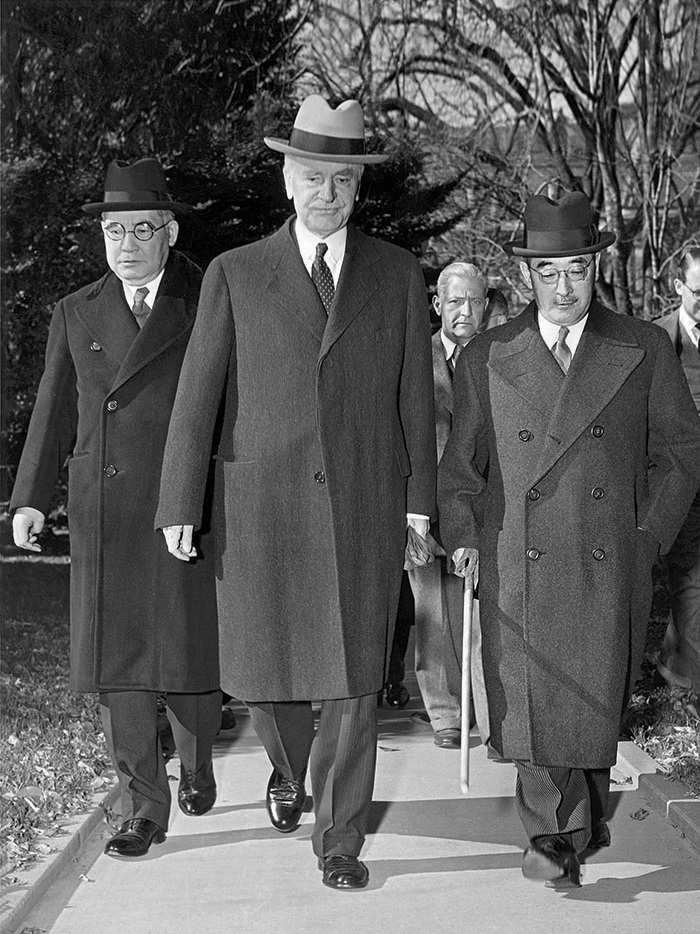
Nomura y Kurusu anteceden al secretario americano Cordell Hull (07/12/1941)

Debido a que simpatizaba con las potencias occidentales, se oponía a la guerra con ellas y además era un viejo conocido del presidente Franklin D. Roosevelt, el gobierno del príncipe Fumimaro Konoe lo envió a principios de 1941 a Estados Unidos como nuevo embajador para que intentara mejorar las tensas relaciones que mantenían los dos países.
Así que Nomura era el embajador en Washington cuando se produjo el ataque a Pearl Harbor sin que hubiera habido una previa declaración de guerra. Nomura siempre alegó que no había tenido conocimiento del ataque, y así lo atestiguó en sus memorias el secretario de Estado Cordell Hull, con quien durante los meses anteriores había intentado alcanzar sin éxito una solución diplomática a los contenciosos que mantenían los dos países, especialmente lo relativo a la invasión japonesa de China iniciada en 1937 y a la ocupación de la Indochina francesa en 1940-1941.
Después de la Segunda Guerra Mundial Nomura desarrolló una brillante carrera como director de empresa y entró en política en 1954 cuando ganó las elecciones para ocupar un escaño en la Cámara Alta del parlamento japonés, siendo reelegido en 1960. Murió cuatro años después.